# Mains of Moyness
Die Reste des mit Meerginster bewachsenen Mains of Moyness (auch Moyness genannt) liegen in Auldearn, südöstlich von Nairn  in den Highlands in Schottland. Das Cairnmaterial wurde fast vollständig entfernt. Es könnte sich um einen Ring Cairn oder den Rest eines Clava Cairns handeln.
Die Reste bestehen aus einem Teil eines äußeren Steinkreises, dessen nordöstlicher Teil durch eine Straße zerstört wurde. Vom äußeren Steinkreis verblieb ein einzelner 1,35 m hoher Monolith auf der Südostseite. Der innere Kreis des Cairns hatte einen Durchmesser von etwa 8,0 Metern und war mit kleinen Steinen gepflastert. Die inneren Randsteine sind asymmetrische Felsbrocken mit einer Höhe bis zu 82 cm. In der Nähe befinden sich mehrere lange, dünne Steinplatten, wahrscheinlich von der Zerstörung eines anderen Monolithen, während sich im Nordwesten des Cairns neben seiner ursprünglichen Position eine große Platte findet, die wahrscheinlich zu einem weiteren Monolithen gehört. Eine Reihe von Steinen, die Fundamente einer Feldmauer, verläuft von dieser Platte aus zur Westseite des Randsteinrings.
Der zentrale Bereich wurde im Jahre 1856 ausgegraben und eine Urne gefunden.

## Die Steinkiste von Moyness
Die Steinkiste von Moyness wurde um 1830 gefunden. Sie enthielt ein großes, komplettes Skelett. In der Nähe wurden fünf oder sechs Urnen gefunden, die mit Asche und verbrannten Knochen gefüllt waren. Sie wurden aus einem kleinen Hügel namens „Black Hillock“ zwischen dem Ring Cairn und dem Steinkreis von Golford ausgegraben. In der Nähe liegt auch ein Findling.